# Nederlands-Malakka

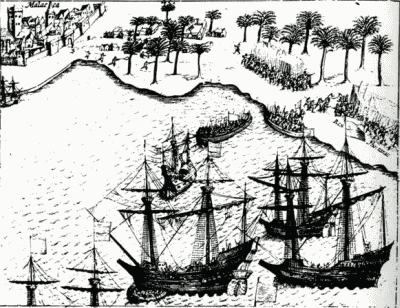
Afbeelding van de vloot waarmee Cornelis Matelieff de Jonge in 1606 bij Malakka landde

Onder Nederlands-Malakka wordt de staat Malakka verstaan (vaak ook geschreven als Melakka of Mallacca) toen die van 1641-1795 in handen was van de Vereenigde Oostindische Compagnie (VOC) en van 1818-1825 in die van de Nederlands-Indische overheid. Malakka ligt op het Maleise schiereiland, in Zuidoost-Azië. De stad was zowel strategisch, vanwege haar ligging, als economisch belangrijk. Naast de stad waren ook de omliggende dorpen in bezit van de VOC. Daarnaast bezat de VOC elders nog diverse forten die officieel ook onder Malakka vielen.

## Geschiedenis

### Malakka

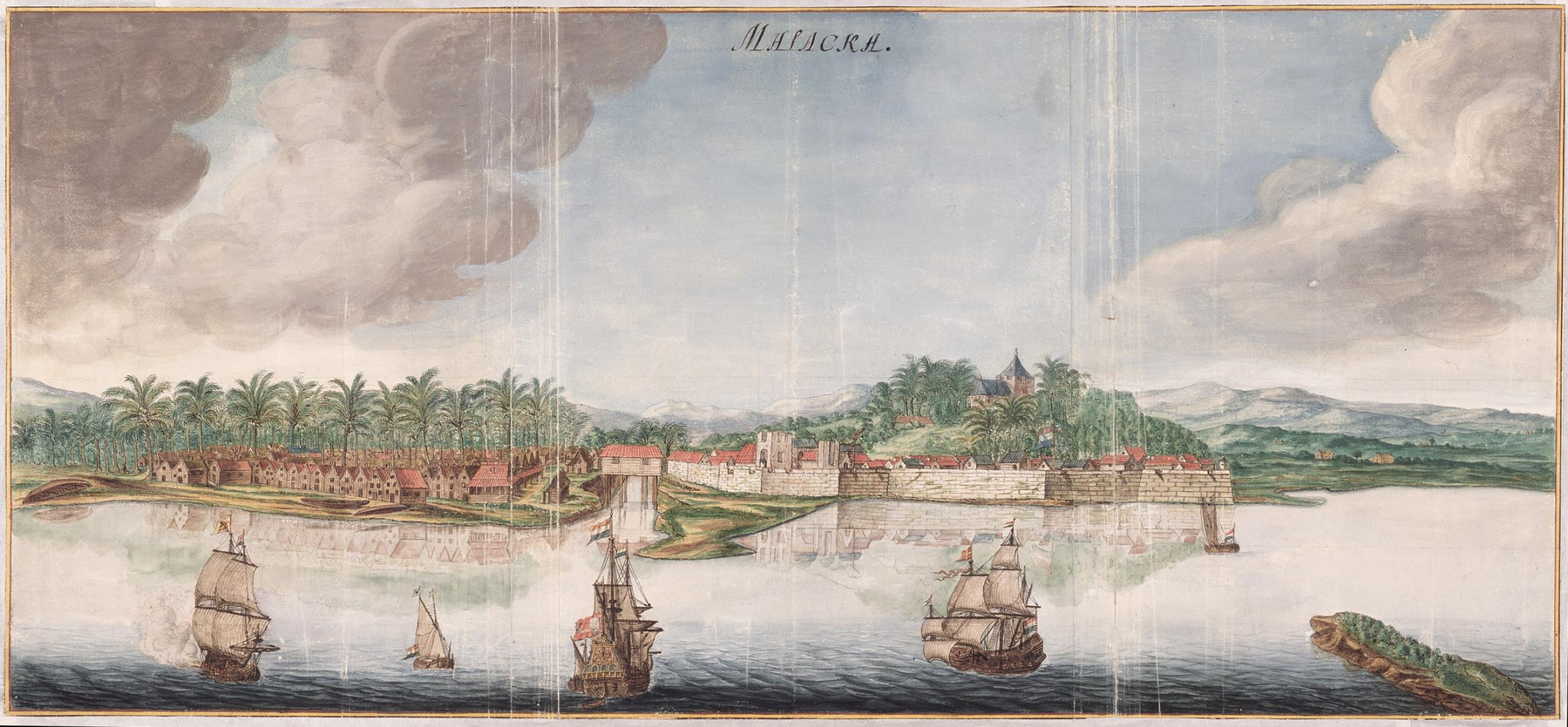
Zicht op Nederlands-Malakka, (Johannes Vingboons, 1665)

De stad was strategisch gelegen op de zuidwestkust van het Maleise schiereiland aan de Straat van Malakka, de belangrijkste zeeweg tussen het Midden-Oosten en India enerzijds en China en Japan anderzijds.
Vanaf de vijftiende eeuw ontwikkelde de plaats Malakka zich van klein visserdorp tot het middelpunt van het Maleisische Sultanaat. Dit sultanaat was gesticht door de in 1396 van Sumatra overgekomen Srivijayaanse prins Parameswara. Er werd vanuit de stad gehandeld met de omliggende landen, maar ook kwamen er handelaren uit Europa en Zuid-Amerika. De voornaamste handelsproducten waren zijde, opium, goud, thee en kruiden en de stad fungeerde als stapelmarkt voor deze producten. Malakka beleefde haar hoogtijdagen onder het bewind van sultan Mansur Shah.
De eerste Europese macht die de stad aandeed was Portugal in 1509. Ondanks een aanvankelijk vreedzame handelsrelatie te hebben gehad, veroverden de Portugezen de stad in 1511 onder leiding van Afonso de Albuquerque (de onderkoning van India) en bouwden er een fort, A Famosa, waarop de gevluchte sultan een nieuw koninkrijk vestigde in Johor. Van daaruit trachtte hij de stad te heroveren, hetgeen niet lukte. Ook werd de stad regelmatig belaagd door troepen uit Negeri Sembilan en het Atjeh.
Onder leiding van Cornelis Matelieff de Jonge deed de VOC in 1606 een poging om de stad te veroveren door met een vloot te landen. Deze aanval werd afgeslagen. Pas na een acht maanden durende belegering gaf de stad zich op 12 januari 1641 over, na een heftige stormaanval onder leiding van sergeant-majoor Johannes Lamotius. De verovering van deze laatste Portugese vestiging in de regio was mede te danken aan de hulp van de sultan van Johor. Onder de VOC bleef de stad het centrum van de handel op het Maleisische schiereiland, maar verloor haar handelspositie in de rest van Zuidoost-Azië aan Batavia. De stad was vooral ook strategisch belangrijk door haar ligging aan de Straat van Malakka. Hierdoor beheerste de VOC deze zeestraat en dus de toegang tot de Indische archipel.
Een gevaar voor Nederlandse schepen in deze zeestraat waren de grote groepen Boeginezen, een volk afkomstig van Zuid-Celebes, die zich vestigden in Johor. Dit zeevarende volk was al op de vlucht voor de VOC, maar kreeg een grotere invloed in de Straat van Malakka. De Boeginezen werden pas in 1786 verslagen door Jacob Pieter van Braam.
Op 15 augustus 1795 verscheen op de rede een Engelse vloot van 15 oorlogsschepen met een totale bemanning van 3500 koppen. Na ongelukkig verlopende onderhandelingen en een nauwelijks gevoerde strijd gaf Abraham Couperus Malakka over aan de Engelsen, wat hem later – volgens D.K. Bassett ten onrechte – op beschuldigingen van hoogverraad kwam te staan. De naar Engeland gevluchte prins Willem V had namelijk in zijn Brieven van Kew opdracht gegeven alle koloniale bezittingen tijdelijk over te dragen aan Engeland.
De Britten vreesden dat Nederland weer een handelsconcurrent zou worden wanneer ze de stad terugkreeg en daarom begonnen ze in 1807 het Nederlandse fort te slopen. Ook moest een deel van de bevolking gedwongen verhuizen naar het eiland Penang. Toen Nederland de stad in 1818 terugkreeg, was de handel al lang niet meer wat het geweest was en in 1824 werd de stad geruild voor de havenstad Bengkoelen op Sumatra.

### Andere plaatsen

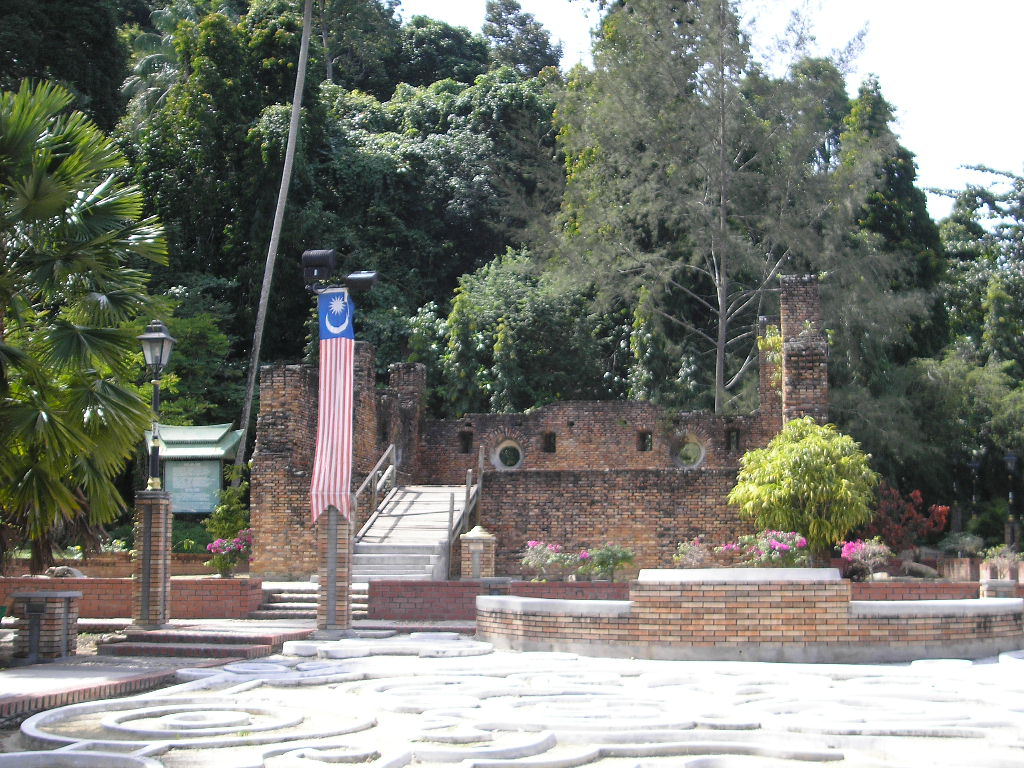
Ruïnes van een VOC-fort op het eiland Pangkor, bedoeld om de handel in tin veilig te stellen

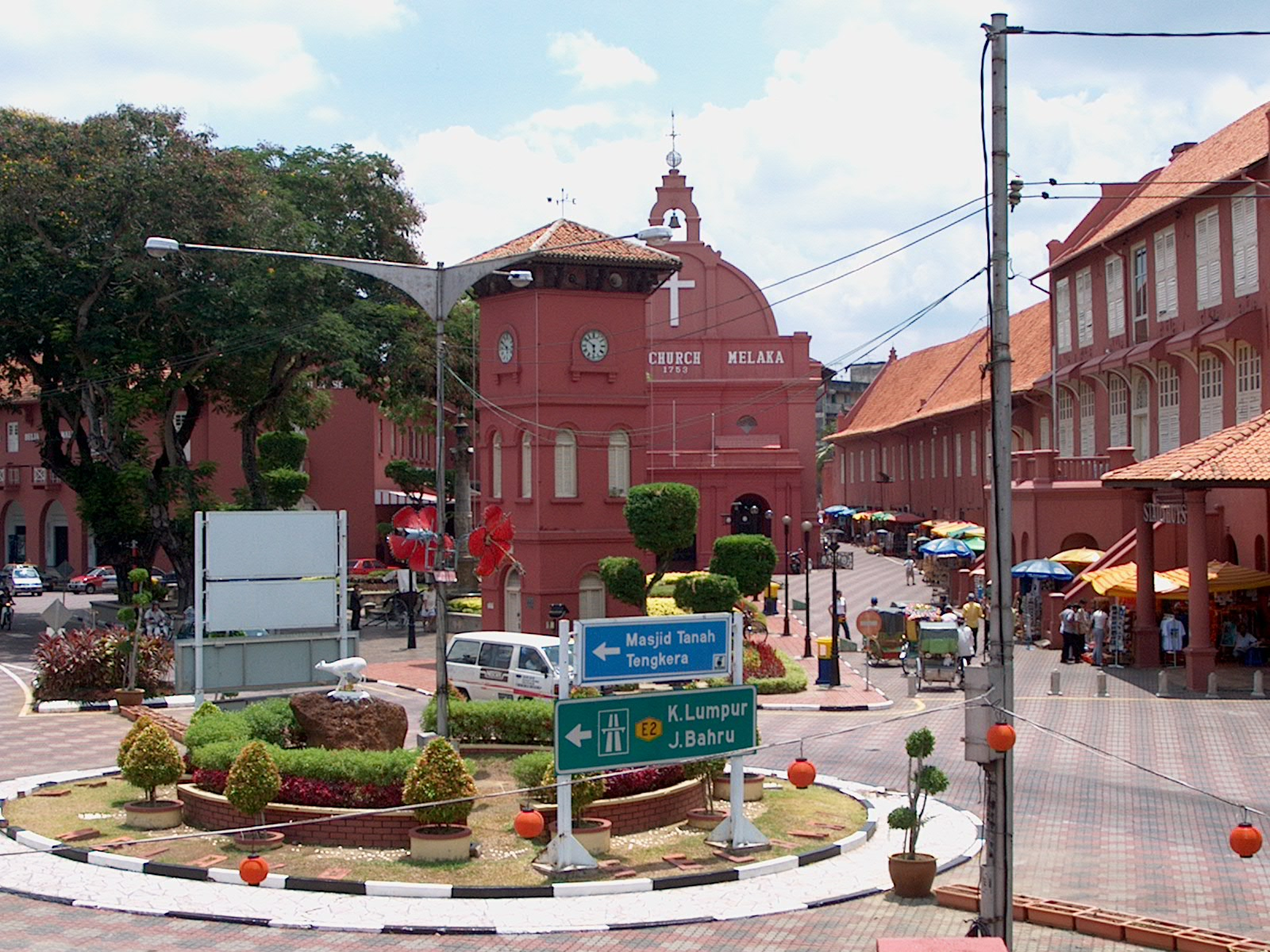
Het Stadhuys en de Kerk aan de Dutch square

Onder Malakka vielen ook de handelsposten in de volgende plaatsen:
- Salangoor - Deze plaats werd in 1784 door Jacob Pieter van Braam veroverd met hulp van de verdreven vorst van Siak, Muhammad Ali. Er werden ter verdediging twee forten gebouwd: Fort Altingburg en Fort Utrecht. Tevens kwam er een batterij en werd Muhammad Ali regent. Hiertegenover eiste de VOC dat enkel haar schepen mochten aanmeren in de stad en mocht de aanwezige tin alleen aan de VOC verkocht worden.
- Riouw - Vanaf 1750 wilde de VOC haar invloed vergroten op de Riouwarchipel, die gelegen is ten zuiden van het huidige Singapore. De haven van Riouw werd veel door particulieren gebruikt om in tin te handelen. De stad was echter bezit van Johor, en de onderkoning Radja Hadji had niets met de Nederlandse aanwezigheid in het gebied. In de jaren 1783 - 1784 werd om die reden door de VOC militair ingegrepen. In deze strijd, onder leiding van Van Braam, kwam radja Hadji om het leven. Johor was vanaf toen feitelijk een satellietstaat van de compagnie en in datzelfde jaar werd Riouw veroverd, waar een garnizoen werd gelegerd. Ondanks aangebrachte versterkingen moest de stad in 1787 tijdelijk worden verlaten, na een aanval van Solokkers (een piratenvolk dat banden had met de verdreven machthebbers van Johor). Na deze korte bezetting heroverde de VOC de stad in het daarop volgende jaar, waarna de verdedigingswerking met spoed werden afgemaakt. De versterking die op het eilandje Pulau Bayan moest komen werd na 1788 niet afgemaakt. De compagnie kon door de bezetting van de stad de tinhandel niet geheel in haar bezit krijgen.
- Poelo Gontong - Op dit eilandje was een militaire post voor de oostkust van Sumatra . Vanaf het eilandje, gelegen aan de monding van de rivier de Siak, kon de VOC de handel met de binnenlanden controleren. De post stond bekend vanwege het grote aantal sterfgevallen die te wijten zouden zijn aan het ongunstige klimaat. Ook waren er spanningen met de Raja Mahmud van Siak, die in 1759 een aanval pleegde op het eilandje. Na deze aanval, die tientallen levens eiste, besloot de Raad van Indië de post op te heffen.
- Perak - Vanaf 1655.
- Queda (Koeala Kedah)
- Koeala Linggi
  - Fort Philippina
- Kota Belanda (Hollandse stad)
- Ilha das Naus

## Straat van Malakka
Malakka was, mede door de ligging, economisch belangrijk voor de VOC. De Nederlanders beheersten namelijk de Straat van Malakka. De straat werd druk bevaren door schepen op weg naar China en de Molukken. De handel in Malakka zelf werd een stuk makkelijker nadat de Nederlanders verdragen hadden afgesloten met de koninkrijken en sultanaten op Malakka.

## Vandaag de dag
In Malakka is de Nederlandse aanwezigheid kenbaar door een plein met rode gebouwen die deels een VOC-historie hebben. Er staat onder andere een voormalige Nederlands-hervormde kerk en het voormalig stadhuis ("Stadhuys"). Het stadhuis is gebouwd in 1650 en daarmee waarschijnlijk het oudste nog bestaande Nederlandse bouwwerk in de Oost. Het plein heet thans Dutch Square (Nederlands plein), onder de Nederlanders algemeen bekend als het Rode Plein.
Verder zijn er talloze Nederlandse graven. Er leven ook Maleisiërs van (gedeeltelijk) Nederlandse afkomst. Ze spreken echter geen Nederlands meer, maar hebben wel Nederlandse namen. Veel van hun voorouders waren Burghers uit de VOC-kolonie Ceylon, die toen het eiland in Engelse handen kwam, verhuisden naar Malakka.